# Wodne Ochotnicze Pogotowie Ratunkowe

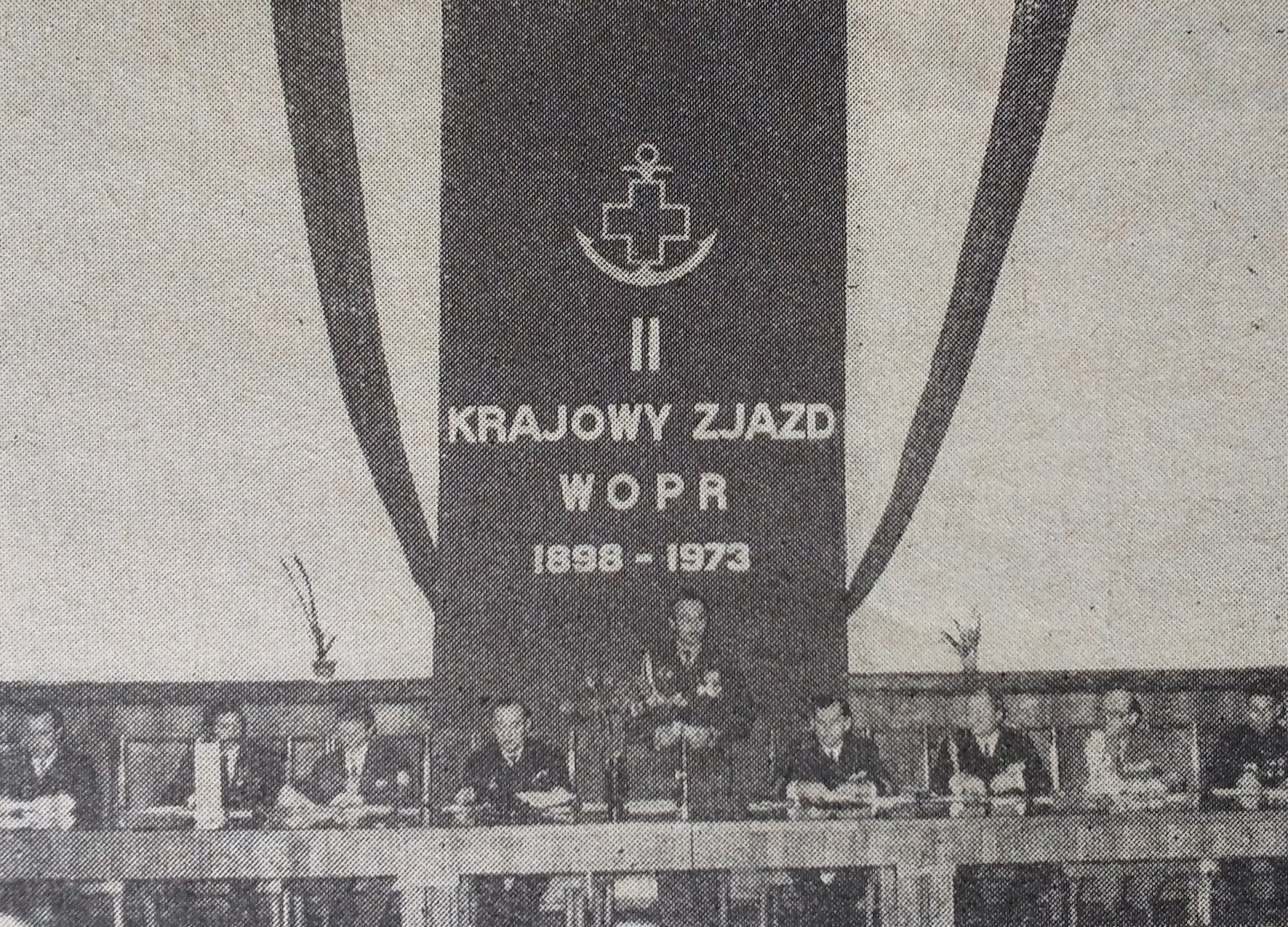
II Krajowy Zjazd WOPR w Warszawie (listopad 1973)

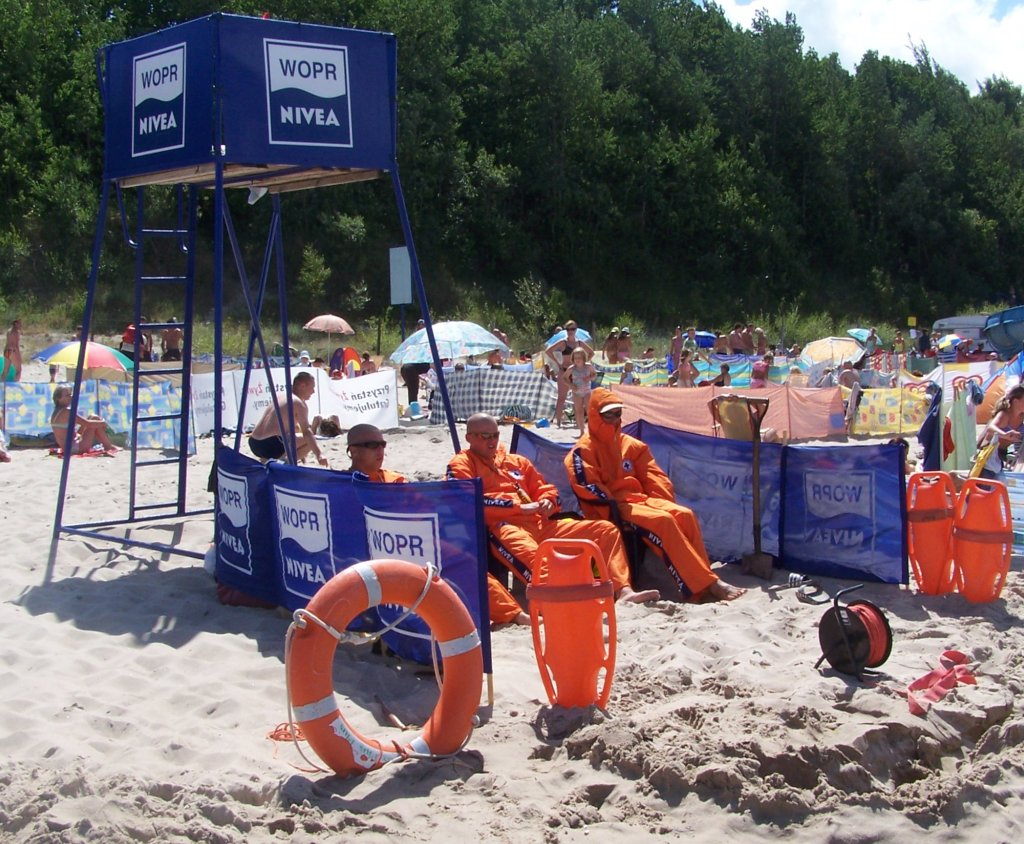
Ratownicy WOPR w Pobierowie, 2006

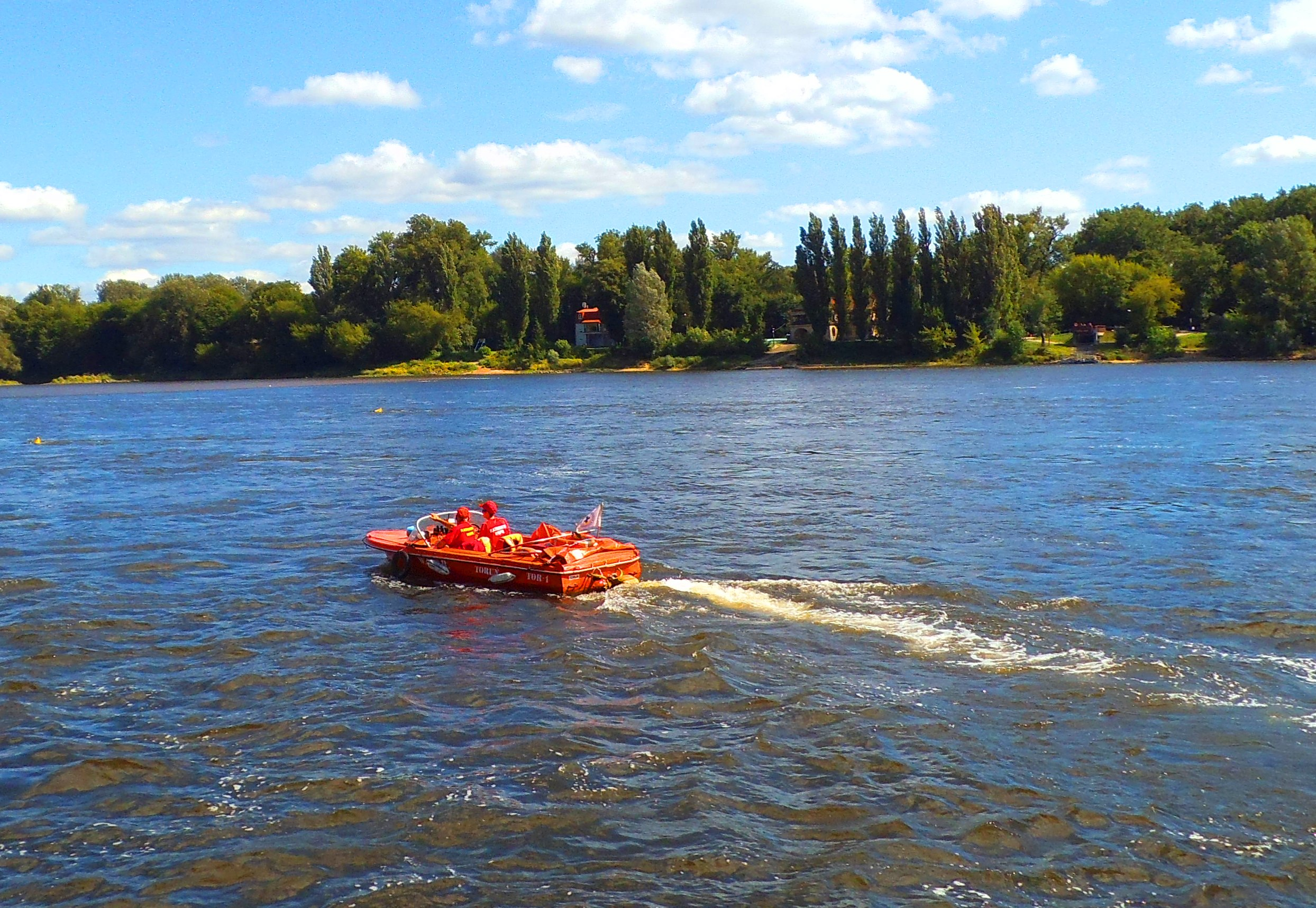
Ratownicy WOPR na Wiśle w Toruniu

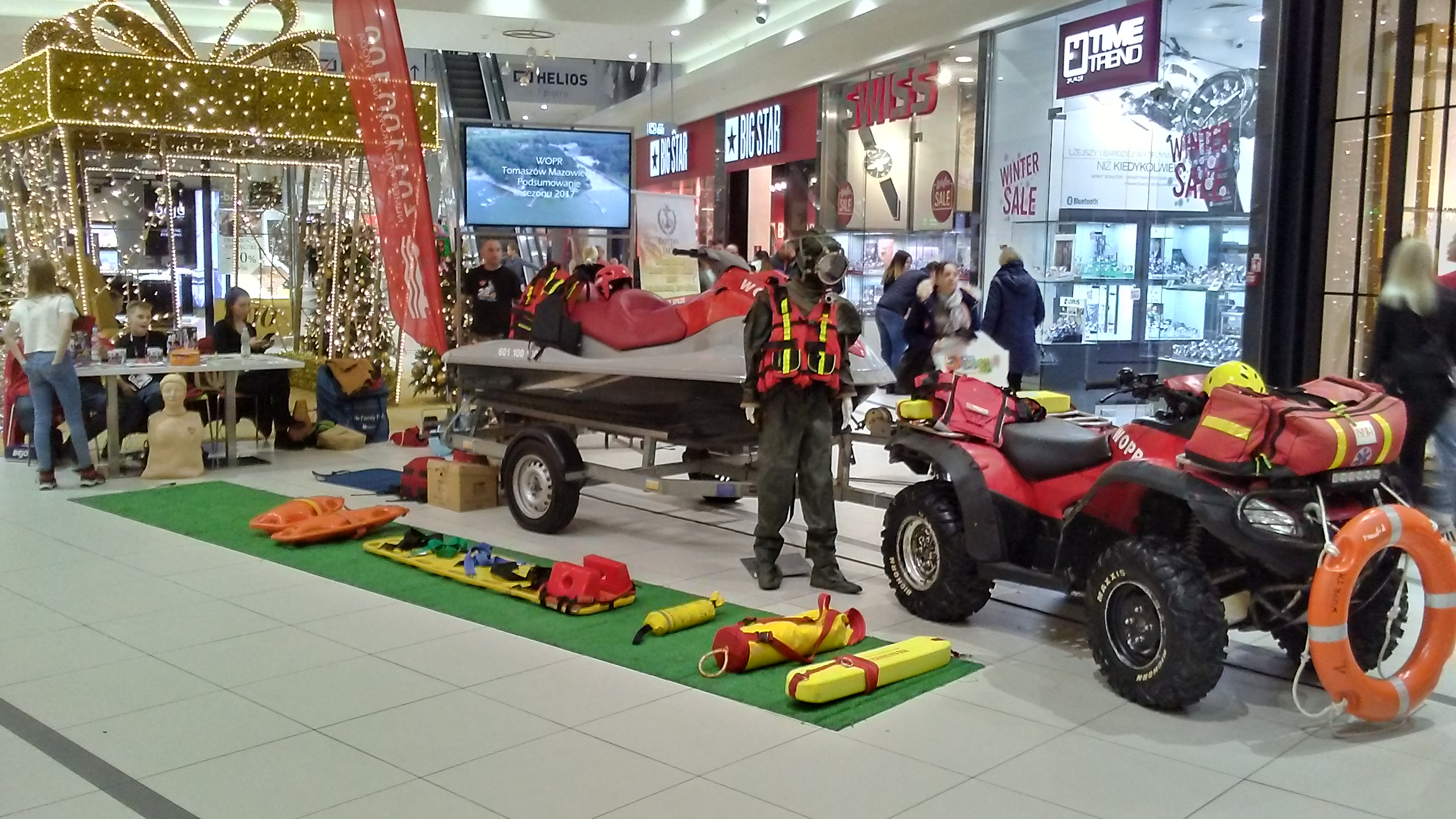
WOPR z Tomaszowa Mazowieckiego, podczas kwesty na Wielką Orkiestrę Światecznej Pomocy (styczeń 2020)

Wodne Ochotnicze Pogotowie Ratunkowe (WOPR) – jest federacją zrzeszającą jednostki wojewódzkie i jednostki WOPR zajmujące się wykonywaniem zadań związanych z ratownictwem wodnym. WOPR jest polskim związkiem sportowym w dyscyplinie: ratownictwo wodne (Lifesaving)

## Historia WOPR
WOPR jest specjalistycznym stowarzyszeniem o zasięgu ogólnokrajowym, powstałym na podstawie zarządzenia nr 74 Przewodniczącego Głównego Komitetu Kultury Fizycznej z dnia 11 kwietnia 1962 roku, uzyskało osobowość prawną 9 października 1967 roku na podstawie decyzji Ministra Spraw Wewnętrznych. Jednostki WOPR są jednostkami współpracującymi z systemem Państwowego Ratownictwa Medycznego.
Do 2012 WOPR posiadała uprzywilejowaną pozycję w ratownictwie, należąc – wraz z GOPR i TOPR – do trzech wyróżnionych specjalistycznych organizacji ratowniczych. Ustawa z dnia 18 sierpnia 2011 roku o bezpieczeństwie osób przebywających na obszarach wodnych (obowiązująca od 1 stycznia 2012) zrównała w prawie wszystkie podmioty wykonujące zadania w zakresie ratownictwa wodnego. Warunkiem koniecznym jest uzyskanie zgody MSW/MSWiA. Doprowadziło to do znacznego wzrostu liczby organizacji, których zostało zarejestrowanych ponad 100 (120 – stan na 2018 rok).
WOPR jest członkiem International Life Saving – międzynarodowej organizacji zrzeszającej ratowników. Ponadto od listopada 2015 roku zrzeszyło się w ramach Federacji Organizacji Proobronnych.
Działalność WOPR była do roku 2012 współfinansowana ze środków Ministerstwa Spraw Wewnętrznych.
Dzień Ratownika jest obchodzony 29 czerwca.

## Stopnie w WOPR

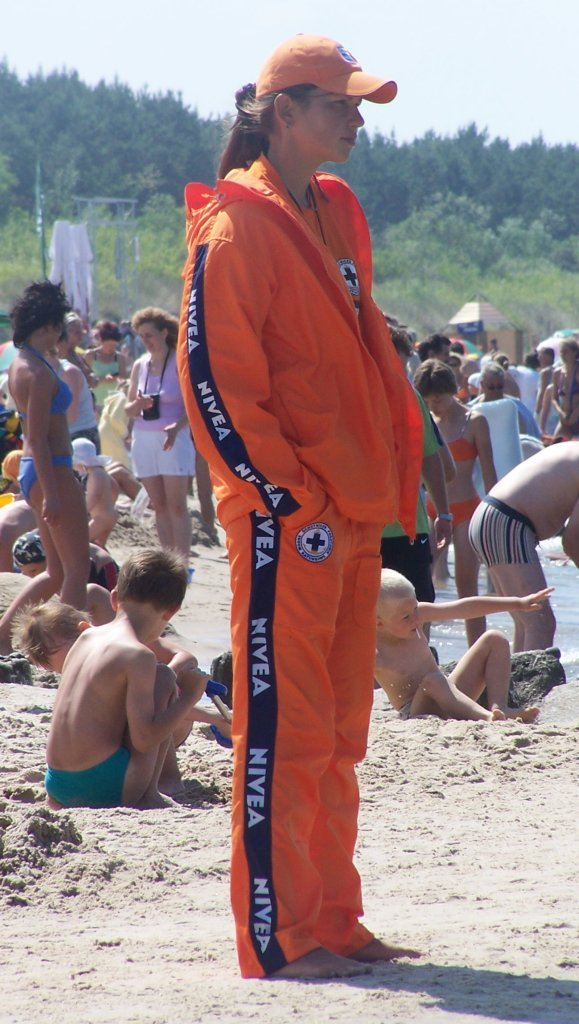
Ratownik WOPR na plaży w Dziwnówku, 2006

Stopnie ratownicze WOPR zostały sklasyfikowane w Uchwale nr 5/6/09 Prezydium Zarządu Głównego Wodnego Ochotniczego Pogotowia Ratunkowego z dnia 5 grudnia 2009 roku w sprawie stopni ratowników i instruktorów WOPR. Po wejściu w życie w 2012 roku ustawy o bezpieczeństwie osób przebywających na obszarach wodnych jest tylko jedno obowiązujące uprawnienie  – Ratownik wodny, które zastąpiło wszystkie dotychczasowe uprawnienia z zakresu ratownictwa wodnego, jednakże Wodne Ochotnicze Pogotowie Ratunkowe zachowało nadal swoje dotychczasowe stopnie, które od tej pory należy traktować jako wewnętrzną hierarchię organizacji (potwierdzenie zachowania tychże stopni można znaleźć m.in. w uchwale ZG WOPR z dnia 28 marca 2015 r.). 

### Ochotnicze
- Młodszy ratownik WOPR – można uzyskać od 12. roku życia. Zajęcia wyłącznie na pływalni mające charakter przygotowania do przyszłej pracy młodego człowieka. Nie uprawnia do pracy w charakterze ratownika.
- Ratownik WOPR – można uzyskać od 15. roku życia. Zajęcia są realizowane na pływał;ni i wodach otwartych i obejmują pełny zakres umiejętności ratowniczych. Nie uprawnia do pracy w charakterze ratownika.

### Zawodowe
Poniższe stopnie można zdobyć po ukończeniu 18 roku życia, uzyskaniu wcześniej uprawniania ratownika wodnego zgodnie z rozporządzeniam MSWiA, odbyciu właściwej praktyki jako ratownik wodny oraz po zaliczeniu kursu na dany stopień. Stopnie WOPR upoważniają do wystąpienia do International Life Saving Federation o wydanie certyfikatów międzynarodowych: 
- Ratownik wodny pływalni – International Pool Lifeguard: uprawniony do samodzielnej pracy i kierowania zespołem ratowników na pływalniach otwartych i krytych.
- Ratownik wodny śródlądowy – International Inland Water Lifeguard - uprawniony był do samodzielnej pracy i kierowania zespołem ratowników na kąpieliskach śródlądowych.
- Ratownik wodny morski – International Surf Lifeguard - uprawniony do samodzielnej pracy i kierowania zespołem ratowników na kąpieliskach morskich.
- Starszy ratownik wodny – najwyższy stopień ratowniczy. Obligatoryjnie posiada wszystkie stopnie zawodowe (RWP, RWS, RWM).

### Instruktorskie
- Młodszy Instruktor WOPR – wymagany stopień ratowniczy Starszego Ratownika WOPR. Uprawniony do asystowania przy prowadzeniu kursów szkoleniowych do stopnia RWP, RWS i RWM oraz szkolenia na stopień Młodszy Ratownik WOPR.
- Instruktor WOPR – wymagany stopień ratowniczy Starszego Ratownika WOPR. Uprawniony do asystowania na wszyskich kursach prowadzenia kursów szkoleniowych do stopnia RWP, RWS i RW.
- Instruktor-Wykładowca WOPR – uprawniony był do pracy w ratownictwie oraz do prowadzenia kursów szkoleniowych wszystkich stopni.

## Kwalifikacje zawodowe w ratownictwie wodnym określone przez Ministra Spraw Wewnętrznych[9][10]
Obowiązuje od 2012 roku.
1. Ratownik wodny – rozumie się przez to osobę posiadającą wiedzę i umiejętności z zakresu ratownictwa i technik pływackich oraz inne kwalifikacje przydatne w ratownictwie wodnym i spełniającą wymagania określone w art. 13 ust. 1 ustawy z dnia 8 września 2006 r. o Państwowym Ratownictwie Medycznym, zatrudnioną lub pełniącą służbę w podmiocie uprawnionym do wykonywania ratownictwa wodnego lub będącą członkiem tego podmiotu;
2. Instruktor ratownictwa wodnego – osoba (Ratownik wodny) posiadająca uprawnienia do prowadzenia, szkoleń i egzaminowania.

## Ślubowanie ratownika WOPR
Ja, ratownik Wodnego Ochotniczego Pogotowia Ratunkowego, przyjmuję za swoje godło niebieski krzyż i złotą kotwicę. Ślubuję, dopóki zdrów  będę i sił mi wystarczy, bez względu na warunki: rzetelnie wypełniać obowiązki ratownika WOPR, ratować osoby,  którym zagraża niebezpieczeństwo utraty życia lub zdrowia  na wodach, dbać o sprawność i doskonalić umiejętności ratownika WOPR, wszelką wiedzą  i doświadczeniem wytrwale przyczyniać się do poprawy bezpieczeństwa na polskich wodach.

Ja, ratownik Wodnego Ochotniczego Pogotowia Ratunkowego, przyjmuję za swoje godło „niebieski krzyż i złotą kotwicę” – przyrzekam sumiennie i w pełnym poczuciu odpowiedzialności moralnej wypełniać swoje obowiązki społeczne. Dopóki zdrów będę, bez względu na pogodę, porę dnia i nocy przez okres całego roku pośpieszę z pomocą ludziom, którzy znaleźli się w niebezpieczeństwie utraty życia w wodzie. Wszystkie swe siły i umiejętności wykorzystam dla zmniejszenia nieszczęśliwych wypadków utonięć, nie zapominając, że od mojej postawy zależne może być życie ludzkie.